# Spring Hill (Kansas)
Spring Hill es una ciudad ubicada en los condados de Johnson y Miami en el estado estadounidense de Kansas. En el año 2010 tenía una población de 5437 habitantes y una densidad poblacional de 597,47 personas por km².

## Geografía
Spring Hill se encuentra ubicada en las coordenadas 38°44′43″N 94°49′45″O / 38.745316, -94.829261 (38.745316, -94.829261).

## Demografía
Según la Oficina del Censo en 2000 los ingresos medios por hogar en la localidad eran de $45,052 y los ingresos medios por familia eran $54,375. Los hombres tenían unos ingresos medios de $36,250 frente a los $24,713 para las mujeres. La renta per cápita para la localidad era de $19,642. Alrededor del 4.7% de la población estaban por debajo del umbral de pobreza.